# 计算机辅助功能
在人机交互中计算机辅助功能是指通过硬件和软件的结合使用时让残疾或受过严重的损害的人使用计算机的功能。
有许多类型的损伤，会影响计算机的使用：
- 认知或学习障碍，如诵读困难、自闭症、文盲等。
- 视力低下、完全或部分失明、色盲、视力障碍。
- 听力有关的疾病，包括耳聋，重听等。
- 残疾或运动障碍，不能良好的使用键盘、鼠标等输入设备。

## 解决方法

### 认知障碍和文盲
计算机辅助功能的最大挑战之一是使那些没有阅读能力的人访问资源。
人们可以通过调整计算机文本的大小，启动屏幕阅读软件等方法帮助解决问题。

### 视力障碍
有轻度到中等视力障碍的人可以使用大字体、高分辨率（dpi）的显示器、 高对比度的主题和图标、屏幕阅读和屏幕放大软件。
当失明或有严重视力障碍时屏幕阅读软件是个不错的选择，它通过文本提供语音反馈，可刷新的盲文显示器也可以帮助人们阅读。

### 残疾或运动障碍
有些人不能正常的使用常规的输入设备，如鼠标或键盘。可以使用交换机、操纵杆和轨迹球或更多的专业解决设备。语音识别技术也是一个合适的替代传统的键盘输入和鼠标输入的方法，因为它只需要一个通用的话筒。
天体物理学家史蒂芬·霍金就是一个有运动障碍的著名例子他使用一个开关，结合特殊的软件，使他用他很少的剩余运动能力控制自己的轮椅上安装的电脑。这台普通的电脑，使他能够继续研究和撰写他的作品。

### 听力障碍
可以使用字幕，标题等信息辅助浏览。

## 国际标准
ISO 9241-171关于软件的辅助功能的指南。
这是迄今为止最全面的技术标准，由独立的国际标准专家制定，有两个优先级级别 （必需和建议），和一个方便的核对表，旨在帮助记录测试结果。